# Tandai
O termo tandai ( 探题 ) é um coloquialismo  dos Períodos Kamakura e Muromachi para qualquer funcionário governamental importante, quer seja um funcionário da Corte ou um Militar em uma determinada região  .  
Durante o Shogunato Kamakura, são exemplos de tandai no leste do país o Shikken e o Rensho, no oeste do país e em Kyūshū existiam o Rokuhara Tandai  e o Chinzei Bugyō  , também chamado Chinzei Tandai . 
Exemplos durante o Período Muromachi foram os Chinzei Bugyō , também chamado de Kyūshū Tandai , na Província de Ōshū havia o Ōshū Tandai e na Província de Dewa o Ushu Tandai .